# Stigand
Stigand (Anglia orientale, ... – Winchester, 22 febbraio 1072) è stato un arcivescovo cattolico inglese, vissuto a cavallo della Conquista normanna dell'Inghilterra, arcivescovo di Canterbury dal 1052 all'11 aprile 1070, quando fu deposto e sostituito da Lanfranco.

## Biografia
Uomo di chiesa inglese, la sua data di nascita non è nota, ma sappiamo che nel 1020 era a servizio come cappellano. Nel 1043 divenne vescovo di Elmham, quindi vescovo di Winchester ed infine nel 1052 fu consacrato arcivescovo di Canterbury. Stigand fu consigliere per la casa di Wessex prima e per la Dinastia normanna, servendo sei re in successione, venne più volte sottoposto a scomunica a causa del suo detenere più benefici insieme, nello specifico il vescovado di Winchester e l'arcivescovado di Canterbury, infine nel 1070 venne deposto e le sue proprietà e ricchezze personali vennero confiscate da Guglielmo il Conquistatore. Stigand venne quindi imprigionato a Winchester, dove morì due anni dopo senza aver riconquistato la libertà. Nel 1020 Stigand andò a servizio di Canuto I d'Inghilterra come cappellano, diventando in seguito uno dei suoi consiglieri, incarico che svolse anche per i suoi figli Aroldo I d'Inghilterra e Canuto II d'Inghilterra. Stigand raggiunse probabilmente il massimo grado di potere quando al trono salì Edoardo il Confessore, figliastro di Canuto I, nel 1042. Le cronache monastiche dell'epoca dipingono Stigand come un uomo che estorse terre e denaro alla Chiesa, tanto che nel 1066 per trovare qualcuno più ricco di lui occorreva spingersi fino ai membri della famiglia reale e allo stesso Aroldo II d'Inghilterra. Nel 1043 ricevette il titolo di vescovo di Elmham, mentre nel 1047 divenne vescovo di Winchester e nel 1052 fu nominato Arcivescovo di Canterbury, per aver mantenuto sia il vescovado sia l'arcivescovado fu più volte scomunicato da diversi pontefici fra cui papa Niccolò II e papa Alessandro II. Nonostante queste vicissitudini Stigand era presente al letto di morte di Edoardo e all'incoronazione di Aroldo II nel 1066. In quello stesso anno Guglielmo il Conquistatore invase l'Inghilterra, uccise Aroldo e prese la corona, Stigand vi si sottomise e il giorno di Natale di quello stesso anno Ealdred, arcivescovo di York incoronò Guglielmo re d'Inghilterra. A dispetto della crescente pressione perché venisse deposto, Stigand continuò a presenziare a corte e consacrare vescovi, fino a che nel 1070 non venne deposto e imprigionato a Winchester, dove morì due anni più tardi.

## Cappellano

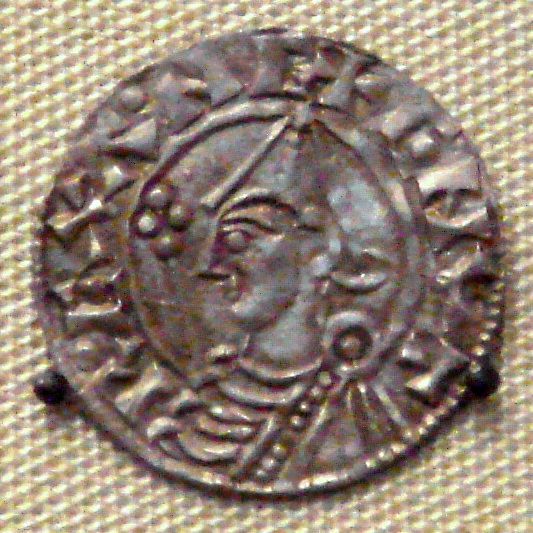
Moneta di Canuto I

Di Stigand non si conosce né l'anno né il mese della nascita. All'epoca l'età canonica per essere ordinato sacerdote era di trent'anni, ma non erano inusuali deroghe che ne anticipassero l'età, se si mantengono i trent'anni come termine di riferimento, allora Stigand alla morte avrebbe dovuto essere sugli ottant'anni almeno, un'età rimarchevole per l'epoca, tuttavia nessuna fonte dell'epoca ne menziona la tarda età, cosa che quindi non rende del tutto plausibile la sua nascita a un decennio, almeno, prima del 1000. Stigand nacque nell'Anglia orientale, forse a Norwich in una famiglia apparentemente agiata di ascendenza inglese e scandinava. Questo si desume dal fatto che Stigand porta un nome scandinavo (che significa sia colui che procede veloce o colui che ha il piede lesto), mentre suo fratello portava un nome inglese. Questi era stato battezzato Æthelmær e succedette a Stigand quale vescovo di Elmham. Esisteva anche una sorella che aveva delle proprietà a Norwich, ma il suo nome non ci è pervenuto.
La prima apparizione di Stigan risale al 1020, quando lo troviamo al servizio di Canuto I d'Inghilterra come cappellano e viene mandato presso la chiesa di Ashingdon, che sarebbe poi stata dedicata al vescovo riformista Wulfstan II di York. La chiesa inizialmente era stata dedicata ai caduti della Battaglia di Assandun, ma non è noto se Stigand fosse o meno il primo prete a officiarla. Poco si sa della vita di Stigand ai tempi del regno di Canuto, se non che dovesse essere stato diverse volte a corte giacché occasionalmente fu testimone per alcuni documenti. A seguito della morte di Canuto egli servì entrambi i suoi figli Aroldo I d'Inghilterra e Canuto II d'Inghilterra, quando questi morì nel 1042 Stigand divenne il consigliere di Emma di Normandia, vedova di Canuto I, madre di Canuto II e del suo fratellastro e successore Edoardo il Confessore. Infatti Emma era stata per due volte moglie di un re: in prime nozze aveva sposato Etelredo II d'Inghilterra, da cui aveva avuto Edoardo e in seconde nozze era divenuta moglie di Canuto, da cui aveva avuto Canuto II (Aroldo I era nato invece dall'unione fra Canuto I e Ælfgifu di Northampton). Stigand fu probabilmente uno dei cappellani di Emma ed è anche possibile che egli fosse uno dei suoi consiglieri mentre Canuto I era ancora in vita e che egli dovesse il proprio incarico ad Ashingdon all'interessamento della regina. D'altro canto le scarse notizie su di lui prima della propria nomina a vescovo sono scarse e questo rende difficile capire chi lo aiutò nell'ascesa.

## Vescovo

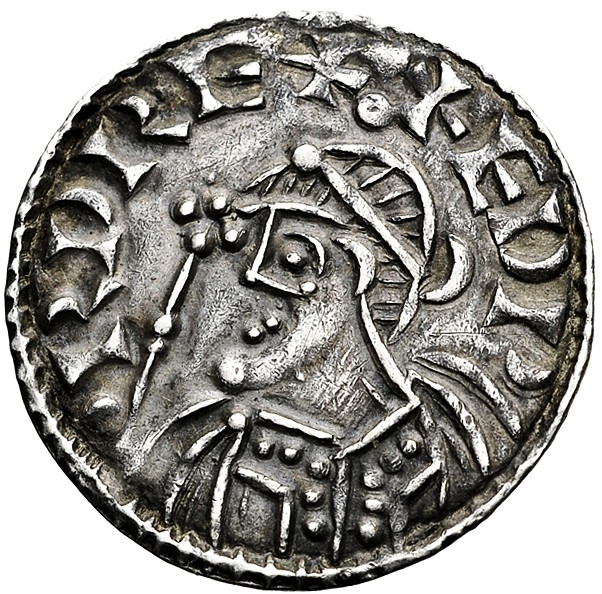
Moneta di Edoardo il Confessore

Stigand divenne vescovo di Elmham poco dopo l'incoronazione di Edoardo il Confessore avvenuta il 3 aprile 1043 probabilmente su consiglio della stessa Emma e la sua nomina fu la prima in campo episcopale del regno di Edoardo. Il vescovado di Elmham copriva l'Anglia orientale ed era una delle sedi vescovili più povere del tempo, tanto che in epoca successiva venne spostata a Thetford e quindi a Norwich. La consacrazione di Stigand avvenne nel 1043, ma più tardi, quell'anno, Edoardo lo depose privandolo delle proprie ricchezze anche se l'anno seguente lo rimise al suo posto. Questo potrebbe essere stato causato dalla perdita di potere di Emma, alcune fonti sostengono che ella avrebbe invitato Magnus I di Norvegia a esercitare le proprie pretese sul trono inglese invadendo l'Inghilterra, pretese che nascevano da un trattato fra Canuto II e Magnus, stilato nel 1038, secondo il quale se l'uno fosse morto senza eredi l'altro avrebbe ereditato entrambi i regni, inviando anche parte del proprio patrimonio allo scopo. Qualcuno sospettò che Stigand avesse istigato Emma in queste azioni e che la sua deposizione fosse da imputarsi a questo motivo. A contribuire alla caduta di Emma e Stigand influirono non solo le ricchezze della regina vedova, ma anche il suo potere che la collegava al regno dell'impopolare Canuto II. Dal 1046 Stigand ricominciò a firmare come testimone i documenti di Edoardo, mostrando come egli avesse riguadagnato il favore reale. Nel 1047 egli venne consacrato vescovo di Winchester, anche se detenne il precedente vescovado fino al 1052. La sua promozione potrebbe essere stata dovuta a Godwin del Wessex, genero di Edoardo, che ne aveva sposato la figlia Edith del Wessex, anche se non tutti gli storici concordano su quest'interpretazione. Emma ormai si era ritirata a Winchester e può darsi che anche la sua influenza, sola o unita a quella del consuocero, abbia agito in tal senso. Dopo la sua nomina a vescovo di Winchester Stigand figura come testimone di tutti i documenti sopravvissuti del regno di Edoardo nel periodo 1047-1052. Alcuni storici ritengono che Stigand abbia supportato Godwin nelle sue questioni con Edoardo, mentre altri ritengono che sia rimasto neutrale. Sia come sia Stigand non seguì Godwin e i suoi figli in esilio nel 1051 a seguito appunto di una disputa nata fra Eustachio II di Boulogne, cognato del re, e gli uomini di Dover. Edoardo ordinò a Godwin di punire la città, questi rifiutò e il testa a testa rovinò l'influenza di Godwin che alla fine fu costretto a riparare all'estero. Un anno dopo tornò insieme a un esercito, ma i due trovarono infine un accordo amichevole; alcuni storici sostengono che Stigand ebbe parte nelle negoziazioni, la Cronaca anglosassone scrive che Stigand era il cappellano del re e suo consigliere durante i negoziati.

## Arcivescovo
L'Arcivescovado di Canterbury entrò infine nella lotta fra Godwin ed Edoardo e nello stesso periodo papa Leone IX contribuì a un movimento che divenne noto come Riforma dell'XI secolo. Leone si concentrò sul miglioramento del corpo clericale e sulla proibizione della Simonia tanto che nel 1049 il papa affermò di volersi interessare maggiormente degli affari della chiesa inglese investigando accuratamente sui candidati alle cariche ecclesiastiche prima di dare il placet. Quando attorno al 1050 morì l'arcivescovo Eadsige, i monaci del capitolo elessero suo successore Æthelric, un parente di Godwin. Edoardo si oppose e nominò invece Robert di Jumièges, un normanno vescovo di Londra, benché non fosse noto come riformatore prima della propria nomina. Quando Robert tornò da Roma nel 1051, dov'era stato per avere la conferma papale, si oppose alla scelta del proprio successore come vescovo di Londra. affermando che non era adatto. Robert tentò anche di recuperare le proprietà della Chiesa che erano finite nelle mani di Godwin, contribuendo alla lite fra il re e il conte e, benché egli fosse costretto all'esilio, anche a Robert toccò la stessa sorte e fu proprio per questo che Stigand ottenne la carica di arcivescovo. La sua designazione potrebbe essere stata sia una ricompensa da parte di Godwin per il suo supporto durante la crisi con Edoardo o una ricompensa da parte del re per aver contribuito a trovare un esito pacifico. Egli fu il primo non monaco a divenire arcivescovo di Canterbury fin dai tempi di Dunstano di Canterbury, mezzo secolo addietro. Il papa rifiutò di accettare la nomina di Stigand, poiché Robert era ancora vivo e non era stato ufficialmente deposto, lo stesso Robert si appellò al papa che convocò Stigand a Roma e, quando questi non si presentò, lo scomunicò. Alcuni storici ritengono che Stigand non sia stato scomunicato in quest'occasione, ma gli sia stato piuttosto ordinato di astenersi da ogni funzione arcivescovile, come la consacrazione dei vescovi, arrivando a questa conclusione sulla base del fatto che nel 1062 Stigand sedeva in consiglio con il legato papale, circostanza che sarebbe stata impossibile con una scomunica. I legati fecero effettivamente poco per alterare la posizione di Stigand in seno alla Chiesa, anche se alla fine fu uno di loro a contribuire alla sua caduta nel 1070. In ogni caso anche i successori di Leone, papa Vittore II e papa Stefano IX continuarono a considerare la sua elezione come illegittima.
Del resto Stigand non si recò mai a Roma per ricevere il pallio, un viaggio che era ormai divenuto una prassi e che era stato intrapreso da molti dei suoi predecessori, tanto che alcune cronache medioevali vogliono che Stigand abbia usato il pallio del proprio predecessore. Non è per altro noto se egli abbia mai chiesto al papa di avere un pallio, anche se, conoscendo le riforme in atto, forse sapeva che la sua richiesta non sarebbe stata accolta. Benedetto X, che raggiunse il soglio nel 1058 si oppose strenuamente alle riforme in atto e diede a Stigand il pallio, il suo pontificato ebbe vita breve, l'anno seguente i riformisti lo dichiararono antipapa e annullarono tutti i suoi atti compresa la donazione del pallio. Le esatte circostanze che lo condussero alla donazione del pallio non sono note, non si sa dunque se avvenisse su richiesta dello stesso Stigand o se fosse un'iniziativa personale.
Dopo il proprio insediamento a Canterbury Stigand donò il vescovado Elmham al fratello Æthelmær, mentre tenne per sé quello di Winchester arrivando ad avere l'arcivescovado e il vescovado più ricchi d'Inghilterra, altri suoi predecessori avevano detenuto due benefici, affiancando uno ricco a uno povero, ma mai nessuno aveva goduto di due sedi floride insieme. Non si sa se le sue scelte derivassero dall'avidità o se credeva che l'arcivescovado fosse una posizione tutt'altro che sicura, tanto più che tenne per sé anche le rendite derivanti dall' abbazia di Gloucester e di Ely. Quali che fossero le sue ragioni, Stigand divenne un pluralista, ossia deteneva più benefici insieme, una pratica che il recente riformismo aveva abrogato e per questo motivo papa Leone IX, Vittore II, Stefano IX, Niccolò II e Alessandro II lo scomunicarono. Stigand tuttavia rimase al suo posto e alcuni storici hanno suggerito che Edoardo fosse riluttante a rimuoverlo, perché avrebbe minato la prerogativa reale di nominare vescovi e arcivescovi senza l'approvazione pontificia. Nel 1061 Niccolò II dichiarò che il pluralismo era del tutto illegale, a meno che non avesse l'approvazione pontificia.

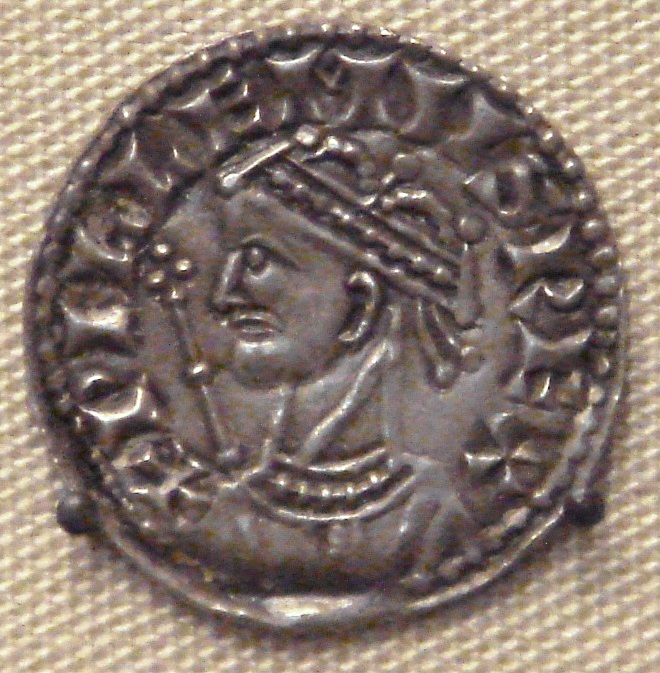
Moneta di Guglielmo il Conquistatore

Le accuse di Simonia di cui Stigand fu oggetto risalgono tutte a dopo il 1066 e furono probabilmente dovute al tentativo di far apparire la Chiesa inglese pre-conquista come corrotta e arretrata. Il cronacotecario Guillame di Poitiers scrisse che nel 1052 Stigand si fosse mostrato d'accordo sul fatto che Guglielmo il Conquistatore succedesse a Edoardo, tale affermazione venne ampiamente usata dopo la conquista per suffragare le pretese di Guglielmo, ma molti storici la ritengono infondata.
Delle difficoltà di Stigand con il papato si avvantaggiò l'Arcivescovo di York, che, approfittando della sua scomunica, tentò di mettere le mani sulle diocesi di Lichfield e di Lincoln. Nel 1062 i legati papali di Alessandro II si recarono in Inghilterra, ma non deposero Stigand e anzi lo trattarono come si conviene a un arcivescovo, tanto che gli fu concesso di assistere e partecipare alle loro riunioni.
Molti vescovi inglesi non vollero essere consacrati da Stigand, sia Gisa, vescovo di Wells (morto nel 1088) sia Walter di Hereford (morto nel 1079) si sobbarcarono il lungo viaggio verso Roma piuttosto che farsi consacrare da lui. Durante il breve periodo in cui detenne il pallio Stigand consacrò Æthelric (morto nel 1076 circa) e Siward, vescovo di Rochester, mentre gli abati dei monasteri si rivolsero a lui per le consacrazioni per tutto il periodo del suo arcivescovado. Fra questi non si annoverano solo abati locali come Æthelsige dell'Abbazia di Sant'Agostino, ma anche altri provenienti da regioni più lontane come Baldwin per l'Abbazia di Bury St Edmunds o Thurstan per quella di Ely. 
Dopo la conquista Stigand fu accusato di aver venduto le nomine degli abati, ma nessuno venne mai deposto per aver comprato la carica, cosa che ammanta l'accusa di sospetto.
Stigand fu anche uno dei più munificenti benefattori della sua epoca quando gli uomini di Chiesa facevano donazioni enormi, egli fece donazioni all'abbazia di Ely e donò diverse croci in argento a varie chiese ed abbazie e tre di questi dovevano essere figure intere di Cristo insieme alle figure di Maria e Giovanni apostolo ed evangelista ed erano probabilmente stati realizzati sovrapponendo un sottile strato di metallo prezioso sopra un cuore di legno. A parte queste non sembrano essere sopravvissuti altri gruppi lignei rivestiti d'argento risalenti a quel periodo, mentre ci sono diversi gruppi lignei dipinti come la croce di Gero a Colonia e il Volto Santo di Lucca entrambi risalenti a prima del 1000. A Ely Stigand donò manufatti in oro e argento per l'altare e casule ricamate in oro. Stigand non si recò mai a Roma, ma andò probabilmente in pellegrinaggio, nella vita di Villibrordo scritta nell'Abbazia di Echternach, nell'attuale Lussemburgo, risulta che Stigand si recò presso di loro e che lasciò ingenti donazioni.
Durante il regno di Edoardo Stigand fu una figura di spicco nella corte e si preoccupò di sfruttare la propria posizione per accrescere le fortune sue e dei suoi famigliari. Una valutazione dell'epoca che appare sul Domesday Book delle terre sotto il suo controllo alla morte di Edoardo mostra una rendita annuale di 2.500£. Stigand nominò uomini di sua fiducia nei benefici della propria diocesi già dal 1058 e ciò, unito al fatto che egli stesso deteneva arcivescovado e vescovado, lo rendeva uno degli uomini più potenti nel Sud-est del paese, ma anche uno di coloro che erano più in grado di garantire un'adeguata difesa alle coste.
Stigand potrebbe avere avuto anche incarichi nell'amministrazione reale ed è possibile che egli abbia contribuito a localizzare Edoardo l'esiliato e suo fratello Edmund Ætheling nel 1052, per dare un erede più accettabile ad Edoardo. Le sue proprietà terriere si estendevano per dieci contee e in alcune di esse le sue erano addirittura maggiori di quelle del re. Dal 1053 probabilmente Edoardo si rese conto che non avrebbe avuto figli dalla moglie e si mise in cerca di un erede, Edoardo l'esiliato, figlio di Edmondo II d'Inghilterra era stato costretto all'esilio nel 1017, dopo l'ascesa al trono di Canuto I. Edoardo ed Edmondo II erano entrambi figli di Etelredo II d'Inghilterra, anche se nati da matrimoni diversi, e, come detto, pare che sia stato anche dietro la spinta di Stigand che ci si fosse messi sulle tracce di Edoardo, ora in esilio. Alla fine questi tornò in patria e venne dichiarato erede al trono, ma morì poco dopo lasciando un figlio ancora bambino, Edgardo Atheling.

## La perdita del potere

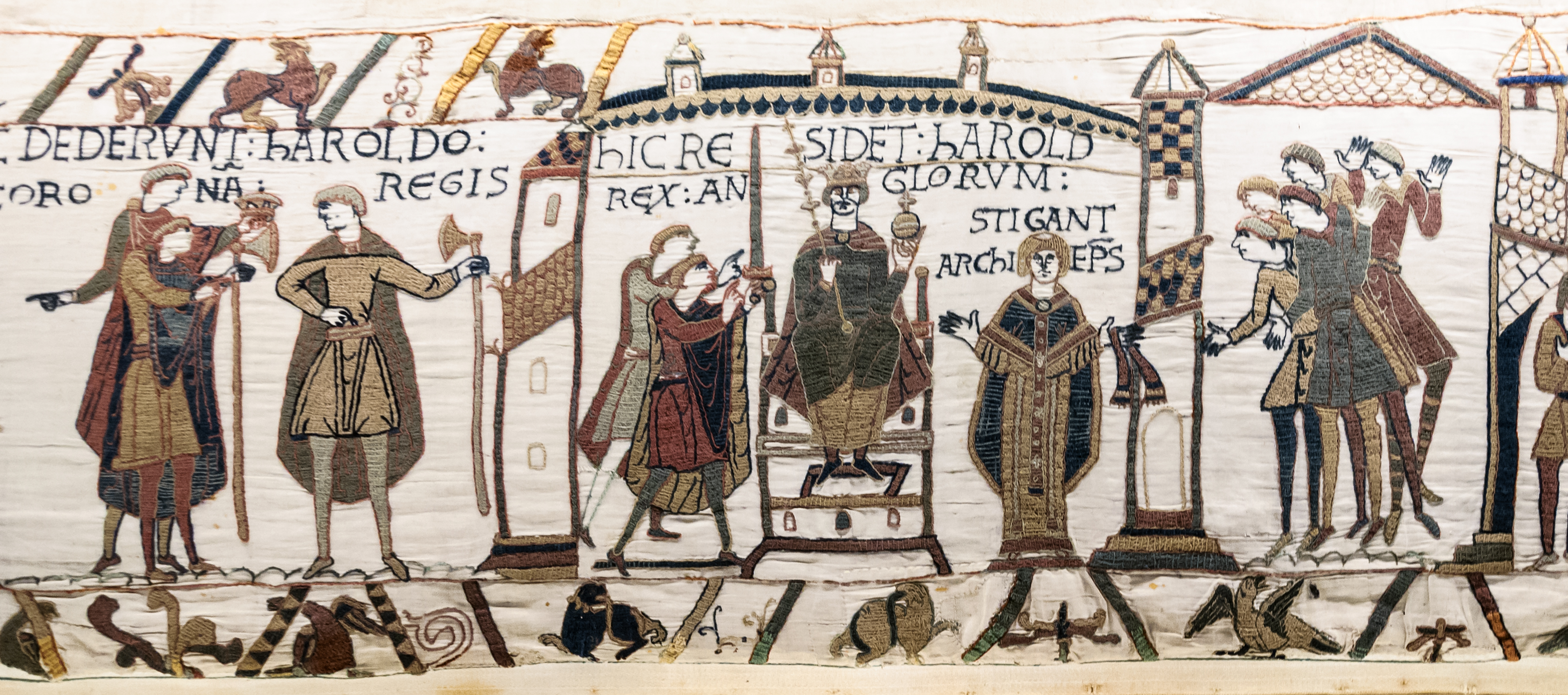
L'incoronazione di Aroldo II d'Inghilterra

Sul letto di morte Edoardo lasciò la corona al cognato Aroldo II d'Inghilterra, fu Stigand ad officiarne il funerale e i cronacotecari normanni scrissero che fu sempre lui nel gennaio 1066 a incoronare Aroldo. Tuttavia sarebbe stato proprio negli interessi normanni far apparire l'antagonista di Guglielmo incoronato da un arcivescovo di dubbia fama o legittimità. Se infatti l'incoronazione di Aroldo era illegittima allora Guglielmo non stava deponendo un re consacrato, ma solo reclamando un diritto legittimo. Nell'Arazzo di Bayeux Stigand è ritratto, anche se non nell'atto di incoronare Aroldo. D'altro canto le fonti inglesi affermano che fu Ealdred, arcivescovo di York, ad incoronare Aroldo e il conflitto fa pensare che o l'una volesse svilire l'incoronazione o l'altra volesse legittimarla. Diversi storici ormai ritengono che sia stato effettivamente Ealdred a porre in capo la corona, anche se altri ritengono che entrambi lo abbiano fatto.
Stigand fu un sostenitore di Aroldo e fu anche presente al letto di morte di Edoardo, è anche possibile che la sua posizione abbia influenzato quella di Alessandro II, che si schierò a favore di Guglielmo quando questi invase l'Inghilterra.
Dopo la morte di Aroldo alla Battaglia di Hastings Stigand cooperò con Edwin conte di Mercia (morto 1071), con suo fratello Morcar di Northumbria e con Ealdred per incoronare il giovane Edgardo. Il loro piano fallì sia per l'opposizione di alcuni vescovi sia per quella di diversi conti del nord, Stigand quindi si sottomise a Guglielmo ai primi di dicembre del 1066 a Wallingford e assistette alla sua incoronazione nel Natale seguente. L'anno seguente Stigand accompagnò Guglielmo in Normandia, anche se è possibile che lo abbia fatto solo perché non si fidava di lui. L'anno dopo assistette all'incoronazione della regina Matilde delle Fiandre, che, come quella del marito, venne officiata da Ealdred.
Dopo la prima ribellione del 1067 Guglielmo adottò una politica conciliante con la chiesa, diede a Stigand un posto a corte e provvide anche a Ealdred ed Æthelwig di Evesham, Stigand appare in molti documenti stilati entro il 1069 insieme ad altre personalità normanne e inglesi e nel 1067 consacrò vescovo di Dorchester Remigius de Fécamp. Nel consiglio che si tenne a Winchester con i legati papali nella Pasqua del 1070 parteciparono numerosi vescovi e l'11 aprile seguente Stigand venne deposto dall'arcivescovado per mano di Ermenfrid, legato papale della Diocesi di Sion ed imprigionato a Winchester. Lo stesso consiglio privò del vescovado anche suo fratello e stessa sorte toccò a Æthelwine, vescovo di Durham, (morto nel 1071 o nel 1072), Aethelric, vescovo di Selsey, e Leofwin, vescovo di Lichfieldf, che era addirittura sposato. V'erano tre ragioni per la deposizione di Stigand, che egli deteneva due benefici ecclesiastici, che non solo occupava una carica che era stata di Robert di Jumièges dopo che questi era fuggito, ma che si era impadronito anche del suo pallio e che tale pallio era stato conferito da un antipapa. Alcuni resoconti vogliono che egli fosse presente al consiglio che lo depose, ma da nessuna parte è depositata una sua difesa, che certamente avrebbe tentato se fosse stato presente, delle accuse al fratello non v'è traccia ed è ragionevole credere che la sua deposizione sia avvenuta per motivi politici. Quella primavera Stigand aveva depositato le proprie ricchezze ad Ely per tenerle al sicuro, ma Guglielmo le confiscò insieme alle proprietà dopo la sua deposizione. Come suo successore Guglielmo nominò Lanfranco di Pavia, un italiano divenuto abate in Normandia.
Guglielmo fece apparire che la deposizione di Stigand era avvenuta su iniziativa del pontefice e che egli non aveva fatto nulla per ostacolare l'autorità del suo arcivescovo fino a che i legati non erano arrivati per operare riforme in seno alla Chiesa. Del resto Stigand era stato libero di girare per il paese ed era anche membro del consiglio reale, ma dopo l'arrivo dei legati Guglielmo non mosse un dito per aiutarlo, tanto che Stigand lo accusò d'aver agito in malafede. Stigand fu sicuramente colto di sorpresa, del resto la morte di Ealdred avvenuta nel 1069 aveva spinto i legati fino in Inghilterra, giacché era rimasto un solo arcivescovo, che per di più non era legittimato a consacrare dalla Santa Sede.
Stigand morì in prigione nel febbraio 1072 e la sua morte viene collocata fra il 21 e il 22 del mese.

## Successione apostolica
La successione apostolica è:
- Vescovo Æthelric II (1058)
- Vescovo Siward (1058)
- Vescovo Rémi de Fécamp (1067)